# Lysandra albolineata
Lysandra albolineata är en fjärilsart som beskrevs av Tutt 1909. Lysandra albolineata ingår i släktet Lysandra och familjen juvelvingar. Inga underarter finns listade i Catalogue of Life.